# Turbonilla emertoni
Turbonilla emertoni är en snäckart som beskrevs av Addison Emery Verrill 1882. Turbonilla emertoni ingår i släktet Turbonilla och familjen Pyramidellidae. Inga underarter finns listade i Catalogue of Life.